# Isoetes texana
Isoetes texana là một loài dương xỉ trong họ Isoetaceae. Loài này được Singhurst, Rushing & W.C. Holmes mô tả khoa học đầu tiên năm 2011.
Danh pháp khoa học của loài này chưa được làm sáng tỏ. 